# Euonymus moluccensis
Euonymus moluccensis är en benvedsväxtart som beskrevs av Ralph Anthony Blakelock och Ding Hou. Euonymus moluccensis ingår i släktet Euonymus och familjen Celastraceae. Inga underarter finns listade.